# 乌奇加奥恩
乌奇加奥恩（Uchgaon），是印度马哈拉施特拉邦戈爾哈布爾縣的一个城镇。总人口22581（2001年）。

## 人口
该地2001年总人口22581人，其中男性11983人，女性10598人；0—6岁人口3065人，其中男1702人，女1363人；识字率71.48%，其中男性为77.27%，女性为64.95%。